# Lofi Girl
Lofi Girl, of ChilledCow tot 2021, is een YouTubekanaal en Frans platenlabel gemaakt in 2017. Het biedt nonstop livestreaming van lofi hiphop-muziek, vergezeld van een animatie in Japanse stijl dat een personage weergeeft van een jonge vrouw die studeert of ontspant.

## Beginsel
Het kanaal biedt verschillende video's om naar muziek lofi hiphop te luisteren.
De uitgebrachte muziek is van hun eigen label of artiesten waarvoor ze toestemming hebben.
Het feit dat de muziek altijd live is, voorkomt dat YouTube advertenties plaatst die de uitzending zouden kunnen onderbreken.

## Geschiedenis
In 2015 is het ChilledCow-kanaal gemaakt op YouTube en biedt live lo-fi muziek.
Eind februari 2020 besloot YouTube het kanaal op te schorten, waardoor de uitzending die al bijna anderhalf jaar stroomde, werd onderbroken.
In maart 2021 wordt het kanaal omgedoopt tot Lofi Girl.
Op 2 februari 2022 overschrijdt het kanaal 10 miljoen abonnees.
In november 2023 bracht het kanaal zijn eerste clip uit, Snowman.
De muziek wordt begeleid door een animatie van het personage van Lofi Girl sinds maart 2018. Het personage is gemaakt door Juan Pablo Machado. De animatie gaat viraal en wordt uiteindelijk een internetmeme.
In 2024 heeft het kanaal meer dan 15 miljoen abonnees.
- MusicBrainz: c62ebbc2-dad6-42e6-ad2e-9e16eee7d5e5
- MusicBrainz: 050d3b7d-677e-482f-b802-5dcd513da8c6